# Acid trifluorometansulfonic
Acidul trifluorometansulfonic (sau triflic) este un acid sulfonic ce conține 3 atomi de fluor în moleculă.

## Proprietăți
Acidul triflic este higroscopic, fiind un lichid puțin colorat la temperatura camerei. Este solubil în solvenți polari de genul DMF, DMSO, acetonitril și dimetilsulfonă, proces de regulă puternic exotermic.
Cu o constantă de aciditate Ka 8.0 ×1014 (pKa ~ -15) mol/kg, acidul triflic este des utilizat datorită stabilității sale foarte mari atît termice cât și chimice. Atât acidul cât și baza sa conjugată CF
3SO−
3(triflat) rezistă reacțiilor de oxidoreducere, reacții în care alți acizi de tipul acidului percloric (HClO
4) și acidului azotic (HNO
3) sunt oxidați. Datorită acestei rezistențe, acidul triflic si triflatul (anion imun la atacul agenților nucleofili) sunt utilizați în diverse domenii fiind reactivi foarte activi și versatili. Utilizarea lor are avantajul că în cadrul reacțiilor nu determină apariția acidului sulfuric în mediul de reacție (inconvenient care apare la sulfonarea cu acid sulfuric, acid fluorosulfuric sau acid clorosulfonic).

## Sinteză
Acidul trifluorometansulfonic a fost pentru prima oară sintetizat în anul 1954 de Haszeldine și Kidd, utilizînd mercur, apă oxigenată, carbonat de bariu și acid sulfuric:
Alte căi de sinteză utilizează fluorinarea electrochimică (ECF):
Sinteza industrială are la bază hidroliza CF
3SO
2F, urmată de o acidificare. Acidul triflic este apoi purificat prin distilare din anhidridă triflică.